# Stichting De Koepel
Stichting de Koepel was sinds 1973 een Nederlandse organisatie die activiteiten ondersteunde op het vlak van de amateursterrenkunde. De stichting was een samenwerkingsverband van de Koninklijke Nederlandse Vereniging voor Weer- en Sterrenkunde, de Nederlandse Vereniging voor Ruimtevaart, de Vereniging van Landelijk Samenwerkende Publiekssterrenwachten en de Jongerenwerkgroep voor Sterrenkunde.
De stichting gaf het populair-wetenschappelijk tijdschrift Zenit uit, alsmede verschillende boeken op het gebied van sterrenkunde en de jaarlijkse sterrengids. De koepel was in het bezit van een uitgebreide sterrenkundige bibliotheek die toegankelijk is voor het publiek. De stichting organiseerde ook cursussen en lezingen. Deze werden gehouden op de Utrechtse sterrenwacht Sonnenborgh, waar de stichting zelf ook zetelde. Verder kon men bij de stichting terecht voor advies over de aanschaf van een telescoop.
De Stichting de Koepel is op 1 januari 2014 opgeheven. Stichting De Koepel was tot eind 2013 gevestigd in Sonnenborgh. Nu is daar Sonnenborgh - museum & sterrenwacht gevestigd, een publiekssterrenwacht en een museum voor weerkunde, sterrenkunde en bastiongeschiedenis. 